# Слёзная комедия
Слёзная комедия (фр. comédie larmoyante) — поджанр сентиментальной драмы, появившийся в XVIII веке. Иногда считается предтечей возникшей в самом конце XVIII века мелодрамы.
Характерными особенностями была относительная серьёзность сюжета и, как правило, всевозможные испытания, выпадавшие на долю положительных героев. Подобные пьесы нередко могли иметь печальный финал, но с обязательным «высшим» торжеством добродетели (например, моральный триумф главного героя, несмотря на его гибель). Согласно энциклопедии «Британника», слёзные комедии «образовали своеобразный мост между разрушавшейся традицией аристократической неоклассической трагедии и увеличивающимся числом серьёзных буржуазных драм».
Одним из крупнейших представителей данного направления во французской драматургии был Невиль де Лашоссе (1692—1754), написавший более 40 подобных пьес.
В России получила распространение с середины XVIII века (М. М. Херасков, М. И. Веревкин, В. И. Лукин, П. А. Плавильщиков и другие).
Слёзная комедия во многом подготовила возникновение мещанской драмы.